# Departamentul Chuquisaca

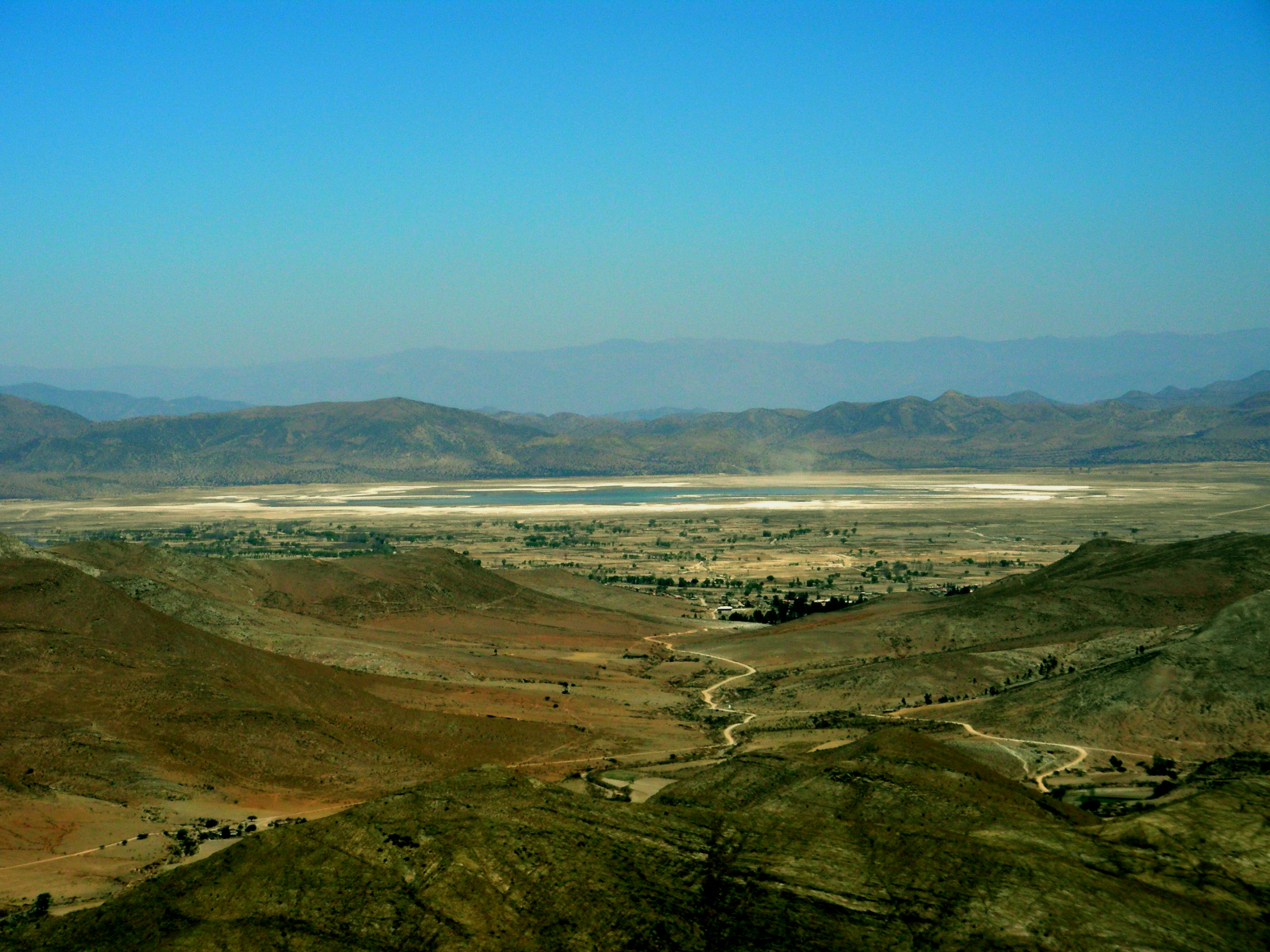
Laguna de Culpina

Departamentul Chuquisaca este unul din cele nouă departamente ale Boliviei; entități administrative naționale de ordin întâi ale țării.
Departamentul este la rândul său împărțit în zece provincii (în spaniolă provincias), care la rândul lor, sunt împărțite în 29 municipii (în spaniolă municipios) și 101 de cantoane (în engleză cantones).
Capitala departamentului este orașul Sucre, care este în același timp și capitala constituțională a Boliviei.